# Branche du droit
Une branche du droit ou domaine du droit est une subdivision du droit qui contient des règles relatives à une même matière. Le droit n'est pas une science unitaire et les règles de droit forment un ensemble hétérogène que l'on divise selon des critères empiriques. Cette division résulte à la fois de la codification qui a été opérée, des textes, de la pratique, et des enseignements universitaires.

## Intérêt et limites
Cette classification se veut commode, afin de mieux cerner les contours d'une matière.
On assiste depuis le début du XXe siècle, à un phénomène de diversification du droit (dû au progrès de la science et des techniques, à une complexité croissante de l'économie, à un interventionnisme étatique accru, etc.). De nouvelles matières sont apparues avec le développement des relations sociales, notamment internationales. On peut ainsi citer les exemples du droit de la concurrence, de la consommation, ou de l'environnement.
Cette diversification a été suivie par une vague de spécialisation de la part des professionnels.
Les critères retenus sont souvent arbitraires, mais il faut limiter la portée de cette classification : elle est uniquement d'intérêt pratique, et certaines notions, dans une matière pourtant bien définie et classée, peuvent être en réalité transversales. Certaines matières sont, de surcroît, difficiles ou impossibles à classer.
Selont certains auteurs, ce sont surtout des constructions théoriques qui visent à faciliter l'étude et l'enseignement du droit mais qui présentent également des applications concrètes dans leur fonctionnement, car elles constituent des sortes d'institutions qui permettent aux juristes de produire, choisir, valider et préserver les connaissances juridiques, mais aussi de définir des méthodes et d'établir des normes pour délimiter, gérer et résoudre les « problèmes juridiquement pertinents ». Plus précisément, les branches du droit détiennent le « pouvoir d'établir leurs propres principes » et jouent ainsi un rôle important dans la qualité du travail du juriste.

### Essoufflement de la distinction entre droit privé et droit public
Bien que pratique pour l'esprit, la distinction entre le droit privé et le droit public se révèle en réalité assez artificielle[Selon qui ?]. Outre le fait que l'existence de droit mixte est soutenue par certains[Qui ?], il apparaît que souvent des branches relevant du droit privé se teintent de droit public, l'inverse étant également vrai.
Les normes européennes ne connaissant pas la summa divisio[Quoi ?] française droit public / droit privé[réf. nécessaire]. L'entrée dans le système juridique français de ces normes fondées sur un autre modèle tendent à affaiblir ladite distinction[réf. nécessaire].
Les droits socialistes ne distinguent pas entre droit public et droit privé.

## Droit international
Une première distinction doit être apportée entre droit national (ordre juridique interne) et droit international (ordre juridique international).
Le droit international est l’ensemble des règles de droit qui s’intéressent aux relations qui existent entre les différents États ou entre leurs ressortissants. Le droit national s'intéresse, lui, aux relations sociales qui existent entre les nationaux d'un même État.
On peut ainsi distinguer deux branches du droit au sein de l'ordre juridique international : le droit international privé, et le droit international public.

### Le droit international public
Le droit international public contient l’ensemble des règles de droit qui règlementent les rapports entre États, et définit l'organisation, le fonctionnement, la compétence et les pouvoirs des organisations internationales.

### Le droit international privé
Le droit international privé contient l’ensemble des règles de droit qui réglementent les rapports entre des personnes physiques ou morales ressortissant d'États différents. Il régit les rapports de particuliers entre eux lorsqu'il existe un élément étranger.
Son objet est, en cas de conflit de lois dans l’espace, de déterminer le droit applicable, de préciser la compétence des juridictions et les effets internationaux des jugements, de fixer les règles d’octroi et de perte de la nationalité, et enfin de réglementer les conditions d’entrée et de séjours des étrangers sur le territoire national.
Par exemple, la question « un Français et une Irlandaise, mariés en Allemagne et domiciliés en France, peuvent-ils divorcer et si oui, selon quelles règles ? » appelle des notions de droit international privé.

### Les droits régionaux
Certaines régions du monde ont formalisé leurs relations internationales en se réunissant et produisent un droit spécifique, hiérarchiquement entre le droit national et le droit international.

#### Le droit de l'Union européenne
Le droit de l'Union européenne (parfois encore appelé droit communautaire) est le droit étudiant l'ensemble des règles de droit relatives à l'Union européenne. Les traités internationaux forment le droit communautaire originaire, tandis que les règlements et les directives forment certains des éléments du droit communautaire dérivé, institués par les traités qui fondent l'Union.
Le droit de l'Union européenne forme, dans les pays qui y adhèrent, un ordre juridique différent de l'ordre juridique national, mais aussi de l'ordre juridique international. Il peut contenir des règles de droit privé, autant que des règles de droit public.

#### Le droit européen
Le droit européen est le droit contenant l'ensemble des traités relatifs au Conseil de l'Europe. Particulièrement, la Convention européenne des droits de l'homme est un élément prépondérant du droit européen.
Au sens plus large, le droit de l'Union diffuse des règles de droit privé, notamment, économiques : concurrence, banques, assurances et finances, énergie, agriculture, par exemple.

## Droit interne
Le droit interne est divisé dans l'approche classique (dite systématique) entre droit public et droit privé.

### Le droit privé
Le droit privé est la partie du droit qui régit les rapports entre les particuliers qu'il s'agisse de personnes physiques ou de personnes morales de droit privé.
Les principales branches du droit privé sont :
- Le droit civil :
  - Le droit de la famille
  - Le droit des personnes
  - Le droit des biens (ou droits réels, du latin res, chose)
  - Le droit des obligations : 
    - régime général des obligations
    - droit des contrats spéciaux
    - responsabilité civile
      - Responsabilité extra contractuelle ou délictuelle
      - responsabilité contractuelle
        - exemple : Dommages et intérêts exemplaires (États-Unis)
- Le droit international privé
- Le droit des affaires. Son contenu est sujet à débat mais il est admis qu'il regroupe :
  - Le droit commercial
  - Le droit des sociétés
  - Le droit social ou droit du travail
  - Le droit des baux commerciaux
  - Le droit des entreprises en difficulté
  - Le droit de la concurrence
  - Le droit de la consommation
  - Le droit bancaire et le droit des assurances. Le premier connait différentes extensions, dont le droit de la distribution bancaire, qui pose le cadre juridique de la commercialisation des produits et de la protection des consommateurs/emprunteurs
  - Le droit financier, y compris le droit boursier
  - Le droit de l'informatique
  - Le droit comptable
  - Le droit du secret des affaires existe aux États-Unis et dans les pays anglo-saxons.
- Le droit économique.
  - Le droit de la concurrence
  - Le droit de la distribution
  - Le droit de la propriété intellectuelle, dont :
    - Le droit de la propriété littéraire et artistique qui comprend :
      - Le droit d'auteur
      - Les droits voisins du droit d'auteur

    - Le droit de la propriété industrielle, qui comprend :
      - Le droit des marques
      - Le droit des brevets
      - Le droit des dessins et modèles

### Le droit public
Le droit public régit l'existence et l'action de la puissance publique.
Les cinq principales branches du droit public sont :
- le droit constitutionnel ;
- le droit administratif ;
- les finances publiques ;
- le droit international public.
- Le droit pénal ; par nature, le droit pénal appartient plutôt au droit public[réf. nécessaire] : il organise les rapports entre l'État et les individus. Le droit pénal n'a pas pour première vocation d'organiser les rapports entre délinquant et victime, mais entre la société et le délinquant.

De ces cinq matières sont dérivées :
- le droit des collectivités territoriales ;
- le droit de la fonction publique ;
- le droit du service public ;
- le droit des marchés publics ;
- le droit de l'urbanisme ;
- le droit de l'environnement ;
- le droit fiscal (ce droit est néanmoins à la limite du droit privé, notamment du droit des affaires, et du droit public)
- une partie du droit de la santé (en ce qui concerne les responsabilités de l'hôpital public) ;
- le droit public économique ;
- le droit européen est un cas à part, au départ fortement enraciné dans le droit international public (rapport entre états et institutions internationales), il est désormais créateur de rapports de droits privés.
- Le droit social qui comprend le droit du travail et le droit de la sécurité sociale.

### Les droits mixtes
Les droits mixtes sont des droits dans lesquels on ne peut pas faire de division des règles provenant du droit public et privé, c'est-à-dire des règles provenant des actions individuelles et des règles qui concernent les puissances publiques. On parle également de « droit transversal ».
Les droits mixtes ont recours à l’ensemble des tranches du droit qui réalise une combinaison des règles de droit privé et public.
Exemples :
- Le droit de procédure : c’est un droit mixte car il concerne les règles communes aux différentes procédures civiles, pénales, administratives, internationales ou européennes.
- Le droit social : ce droit se constitue de deux branches, à savoir d'une part, par le droit de la sécurité sociale régi par des règles de droit public. Et d'autre part, par le droit du travail relevant du droit privé. Ces deux branches, composantes du droit social, fonctionnent de manière autonome, mais certaines thématiques sont abordées communément par ces deux branches.
- Le droit de la protection sociale : il est le droit regroupant les règles juridiques destinées à protéger les personnes physiques contre la survenance d'un ensemble de risques sociaux[5] Le code de la sécurité sociale précise le caractère des accidents et maladies dont est victime une personne salariée (caractère d'un accident du travail ou de trajet ou de mission ou de droit commun, d'une maladie professionnelle ou à caractère professionnel ou de droit commun), ce qui a notamment une incidence sur la réparation du préjudice subi par le salarié.
- Le droit de la communication numérique : Internet est susceptible d’être saisi par tous les compartiments du droit : le droit des contrats, le droit des personnes, le droit des sociétés, le droit fiscal, le droit de la propriété intellectuelle ce qui l'amène à relever de la catégorie des droits mixtes[6].

## Droit comparé
Le droit comparé est la branche du droit à thème transversal qui compare les divers systèmes juridiques.